# Казанова (телесериал, 2005)
«Казанова» (англ. Casanova) — британский художественный телевизионный фильм (мини-сериал в двух частях) компании BBC о всемирно известном авантюристе и покорителе женских сердец Джакомо Казанове. Сценарист фильма Расселл Ти Дейвис, композитор Мюррей Голд, в главной роли снялся Дэвид Теннант (более известный по сериалу «Доктор Кто»).

## Сюжет
Молодая служанка (Роуз Бирн), работающая в замке, узнаёт, что пожилой замкнутый библиотекарь (Питер О’Тул), находящийся на положении полуприживалы, и не имеющий уважения даже у прислуги, зовётся Джакомо Казановой. Заинтригованная, она решается лично выведать у него, тот ли самый он Казанова, про которого ходит так много слухов, и правда ли всё то, что о нём говорят. В морщинистом, седом, изношенном жизнью старике трудно даже предположить бывшего прославленного сердцееда, чьё имя уже стало в Европе нарицательным.
Престарелый мужчина первоначально неохотно идёт на контакт, но смягчённый красотой и искренностью миловидной служанки, и неожиданно нашедший в её лице внимательнейшего слушателя, увлекается и начинает рассказывать историю своей захватывающей жизни, не пропуская ни малейших подробностей, начиная с самого раннего детства.
Казанова (а это действительно он) погружается в вихрь перепетий своей судьбы, полную приключений, фривольностей, интриг, дуэлей, взлётов и падений, стремительных обогащений и молниеносных разорений, и конечно же, любви. Из-за преклонного возраста, силы легендарного ловеласа находятся на исходе. Этот рассказ будет самым полным, самым правдивым и, очевидно, увы, самым последним в его жизни.

## В ролях
- Роуз Бирн — Эдит
- Дэвид Теннант — Джакомо Казанова
- Питер О’Тул — старый Казанова
- Руперт Пенри-Джонс — Гримани
- Шон Паркс — Рокко
- Лора Фрейзер — Генриетта
- Нина Сосанья — Беллина
- Ли Дайсон — Докер
- Клара Хиггинс — Кук
- Джеймс Холли — Джек в 6 лет
- Брок Еверетт-Элвик — Джек в 11 лет
- Мартин Олдфилд — судья
- Мэтт Лукас — Вилларс
- Фредди Джонс — Брагадин
- Ричард Джеймс — доктор